# Carl Jörres

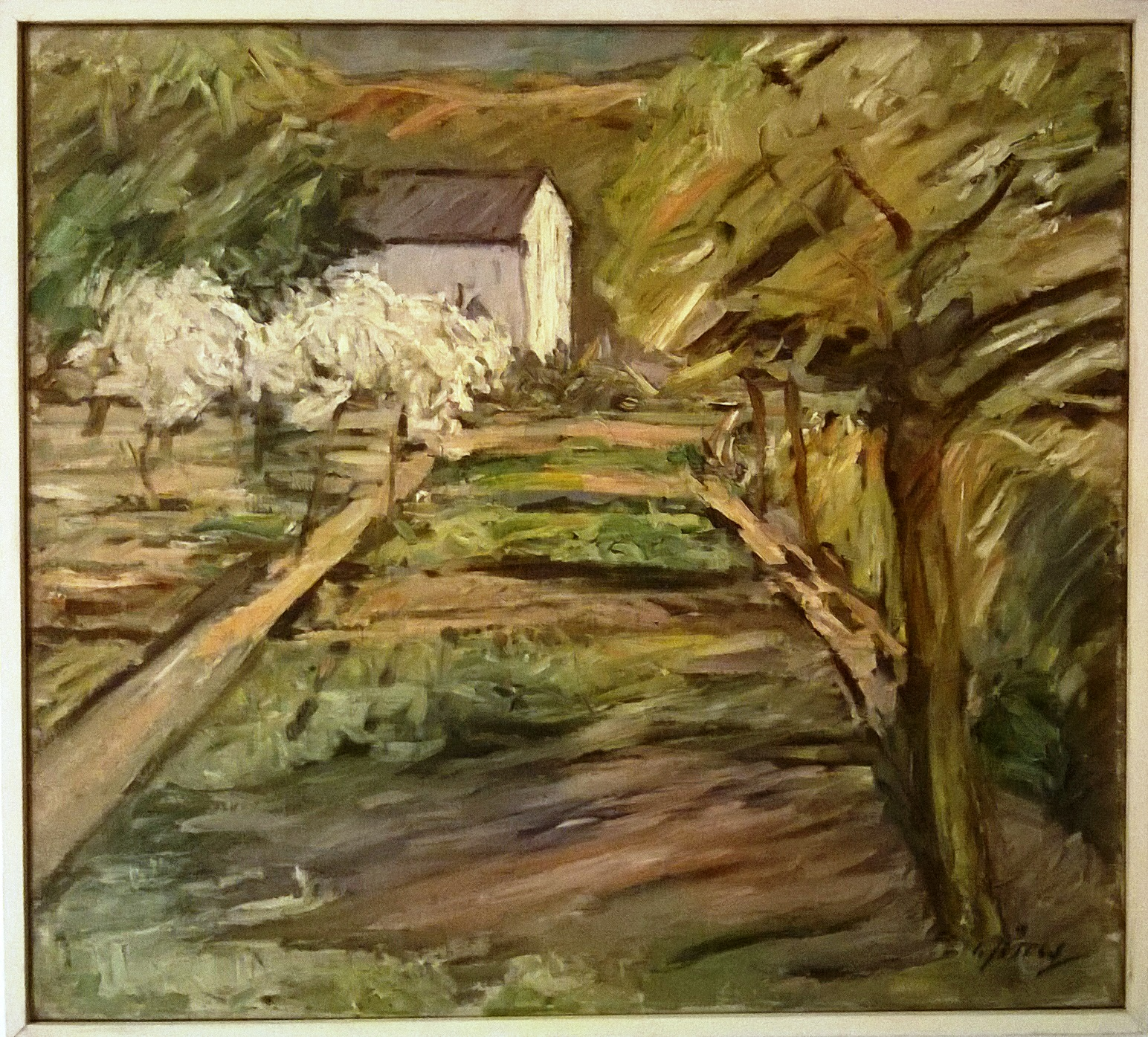
Carl Jörres, Garten vor einem weißen Haus um 1920

Carl Heinrich Christoph Jörres (* 10. Januar 1870 in Bremen; † 21. Oktober 1947 in Bremen) war ein deutscher Landschaftsmaler.

## Biografie
Jörres war der Sohn eines Sattlers und Tapezierers, der am Herdentorsteinweg in Bremen ein Geschäft betrieb. Um 1893 unternahm er zwei längere Reisen, die ihn unter anderem nach Neapel und Budapest führten. Er arbeitete im Geschäft seines Vaters als Dekorateur. Seine Neigung zur Malerei verstärkte sich jedoch, und es kam zum Bruch mit seinem handwerklich orientierten Vater. Jörres war 1905/06 Schüler von Fritz Overbeck in Worpswede und in Bröcken bei Schönebeck. In den Wintermonaten von 1904/05 bis 1908/09 ließ er sich an der privaten Kunstschule von Moritz Heymann in München ausbilden, wo er u. a. von Hermann Groeber, der zugleich an der Münchner Akademie lehrte, unterrichtet wurde. In München beeindruckte ihn 1907 eine große Impressionismusausstellung.
Ab 1904 wohnte Jörres in Leuchtenburg und in Worpswede, und er lebte ab 1909 im Lilienthaler Ortsteil Oberende. Im Ersten Weltkrieg diente er als Soldat. An der Staatlichen Kunstgewerbeschule Bremen unterrichtete er im Jahre 1922 freie Perspektive. Um diese Zeit hatte er in Lilienthal sein Atelier, bis er das historische „Badehaus“ an der Wörpe bei Lilienthal bezog und in einem Ausstellungsraum seine Werke zeigte. Ab 1927 unterhielt er ein neues Atelier bei der Lilienthaler Klosterkirche. Seine Werke wurden auch in der Großen Kunstschau Worpswede und im Graphischen Kabinett in der Bremer Böttcherstraße verkauft.
1927 heiratete Carl Jörres die Malerin Henny Stolz (1899–1948), die Porträts, Stillleben und Interieurs schuf. Ihnen wurde die Tochter Felicia (1931–2006) geboren, die Kunsterziehung studierte und mit Bodo Wessels, zuletzt Professor für Erziehungswissenschaften an der Universität Bremen, verheiratet war.
Seit 1933 fuhr Jörres im Sommer regelmäßig an die Nordseeküste, und zwar auf die Insel Langeoog. Jörres malte vor allem in der Natur: Landschaften, Seestücke, Blumensträuße, seltener Porträts. In seiner Ölmalerei bevorzugte er häufig reinere, ungedämpfte Farbtöne, und er malte sowohl weitgehend realistisch als auch impressionistisch, zuweilen mit expressiven Tendenzen. Er stellte 1935 aus in Bremerhaven und 1936 in der Böttcherstraße in Bremen. 1937 bezog er ein Atelier in der Leimfabrik an der Wörpe. 1937 wurden in der Nazi-Aktion „Entartete Kunst“ drei seiner Tafelbilder beschlagnahmt.
Seine Werke befinden bzw. befanden sich u. a. in der Kunsthalle Bremen, in der Kunsthalle Bremerhaven (Bauerngarten, 1925), im Landesmuseum für Kunst und Kulturgeschichte Oldenburg und im Provinzial-Museum Hannover (Gärtnerei, 1927), außerdem im Sitzungssaal der Regierung Stade (Die Vulkanwerft bei Blumenthal, 1928) und in der Deutschen Botschaft in Washington (Der Bremer Wall, 1926).

### Mitgliedschaften
Jörres war seit 1919 Mitglied im „Bremer Künstlerbund“ und zeitweise in dessen Vorstand tätig. Er war außerdem in der Vereinigung Nordwestdeutscher Künstler, der Wirtschaftlichen Vereinigung Worpsweder Künstler und im Reichsverband Bildender Künstler Deutschlands. Er war Mitglied der Freimaurer.

## Werke (Auswahl)

### 1937 als "entartet" beschlagnahmte Werke
- Schafe auf der Weide (Öl auf Leinwand, 71 × 73 cm; Kunsthalle Bremen; Verbleib unbekannt)
- Badende (Öl auf Leinwand, 71 × 81 cm, 1923; Kunsthalle Bremen; zerstört)
- Garten (Tafelbild, 1927; Provinzial-Museum Hannover; 1940 zur „Verwertung“ auf dem internationalen Kunstmarkt an den Kunsthändler Bernhard A. Böhmer; weiterer Verbleib unbekannt)

### Weitere Werke (Auswahl)
- Weiße Rhododendren. Öl auf Pappe, 1905
- Garten vor einem weißen Haus, Öl auf Leinwand, um 1920
- Weidende Schafe und Badende Kinder, 1923, Bremen.
- Bauerngarten, 1925, Bremerhaven.
- Der Bremer Wall, 1926, Washington.
- Garten in Sommerhitze. Öl auf Leinwand, 1927
- Gärtnerei, 1927, Hannover.
- Die Vulkanwerft bei Blumenthal. Öl, 1928, Stade.
- Sommergarten mit Haus. Öl auf Leinwand, um 1932
- Spaziergang im Bürgerpark. Öl auf Pappe, um 1930
- Selbstbildnis. Öl auf Leinwand, um 1930
- Kühe auf weiter sonnenbeschienener Weide. Öl auf Leinwand, o. J.
- Abendsonne an der Wörpe. Öl auf Leinwand, o. J.
- Weg durch die Wiesen. Öl auf Holz, o. J.

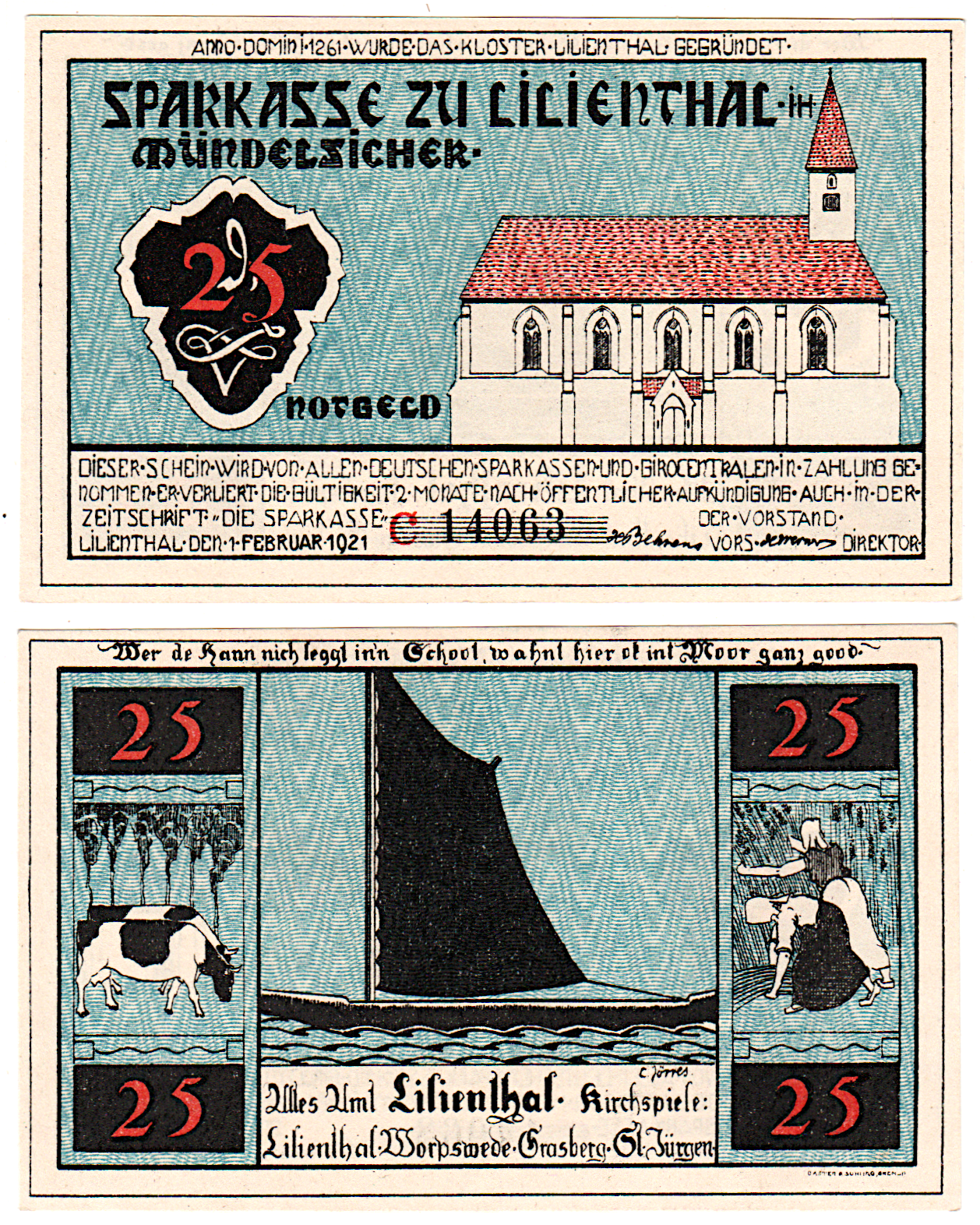
Von Carl Jörres gestaltete Notgeldscheine aus Lilienthal von 1921.
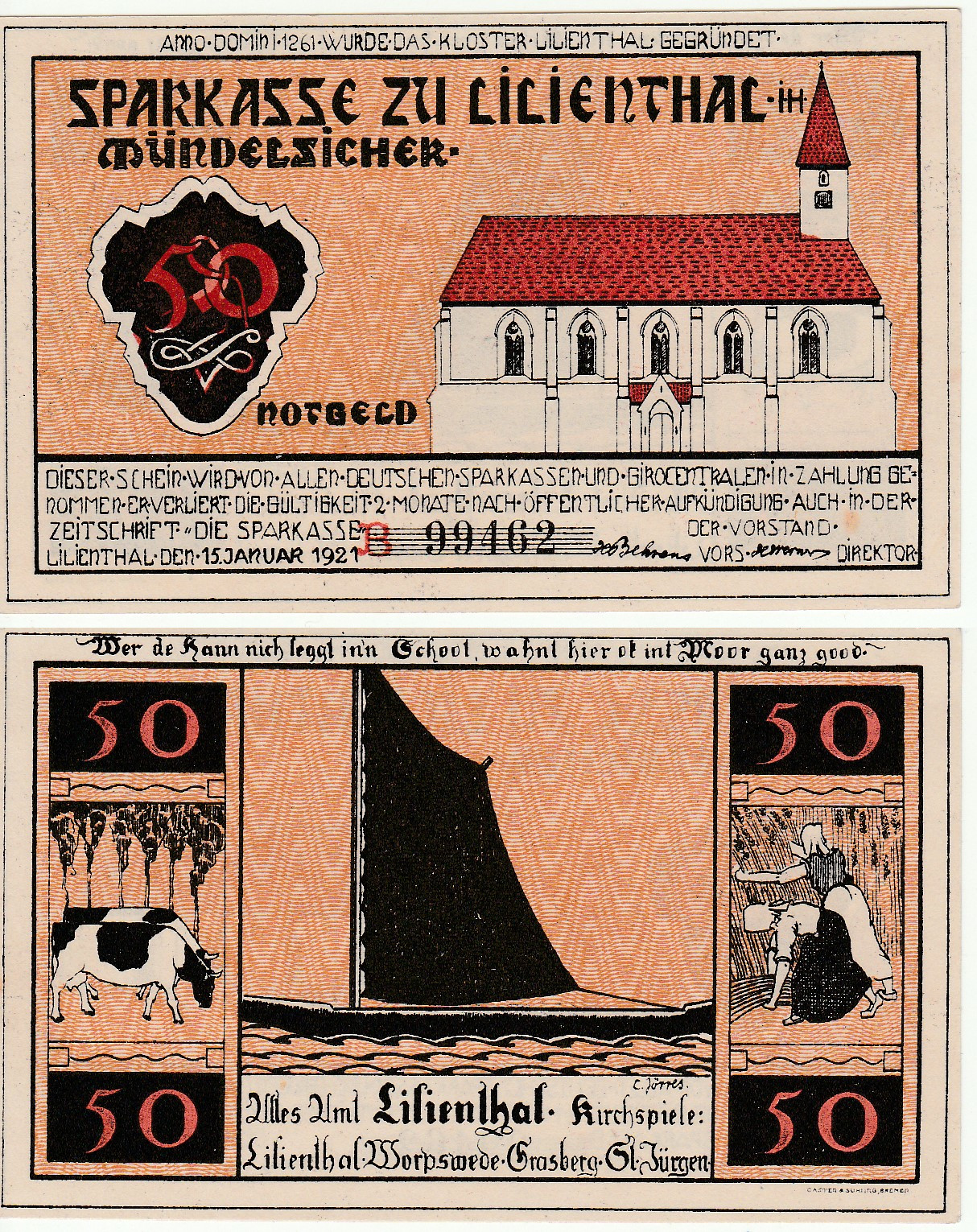
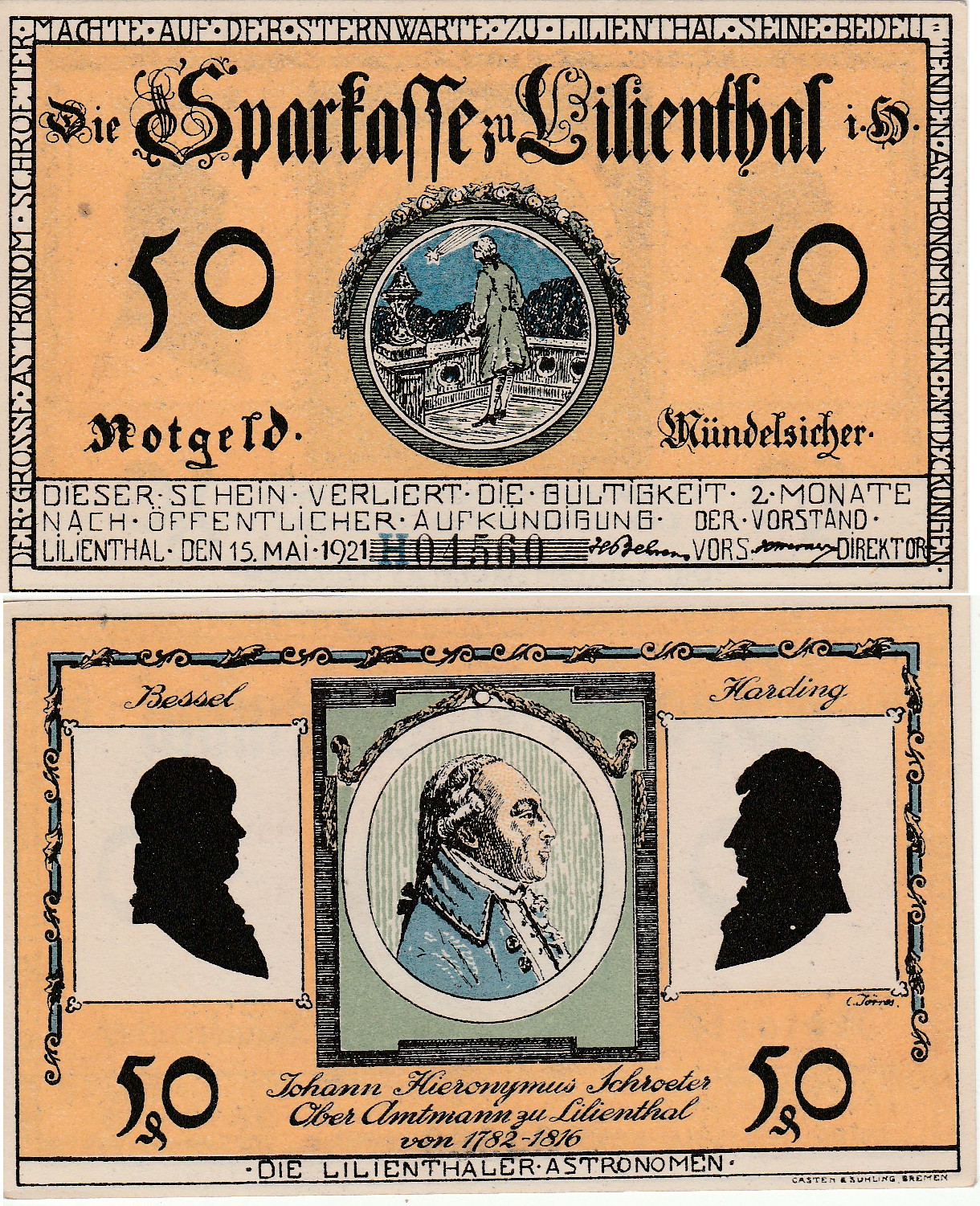

## Ehrungen
- Die Carl-Jörres-Straße in Lilienthal wurde nach ihm benannt.